# Nikki (zangeres)
Nicole (Nikki) Kerkhof (Sint-Oedenrode, 21 december 1983) is een Nederlands zangeres en winnares van Idols 4.
Zij won met 62% van de stemmen in de finale van Idols. Haar eerste single, die op 3 maart 2008 uitkwam, was het nummer Hello World. De single kwam binnen op de nummer 1-positie.

## Biografie
Nikki Kerkhof is geboren in Sint-Oedenrode maar verhuisde op vierjarige leeftijd met haar ouders naar Australië, waar zij op elfjarige leeftijd lid was van de Minipops. Na haar terugkomst in Nederland zat ze bijna vier jaar in de formatie Eternity uit Sint-Oedenrode. Daarna trad ze op haar twintigste voor het eerst op met haar band Noah. Later vroeg de Eindhovense studentenband Eighty eight haar om als vaste zangeres de band te komen versterken.
In 2009 won zij de 3FM Award voor de Beste Nieuwkomer.

### Idols
De audities voor Idols begonnen op 20 oktober 2007. Op 1 maart 2008 kwam Kerkhof als winnares uit de bus.
In een voorronde zong Kerkhof Climb every mountain. In de finale zong zij naast River Deep, Mountain High (Ike & Tina Turner) en David danced (met Inside Out van Salvador) een duet met medefinalist Nathalie: Queen of the Night van Whitney Houston en On My Own, samen met Nathalie en Trijntje Oosterhuis, origineel van Michael McDonald & Patti Labelle. Ook bracht ze de winnaars-single Hello World ten gehore.
De single Hello world kwam binnen op nummer 1 in de Nederlandse Top 40 en bleef uiteindelijk zeven weken in de hitparade staan, het kortst van alle Idols-winnaars.

### Naked

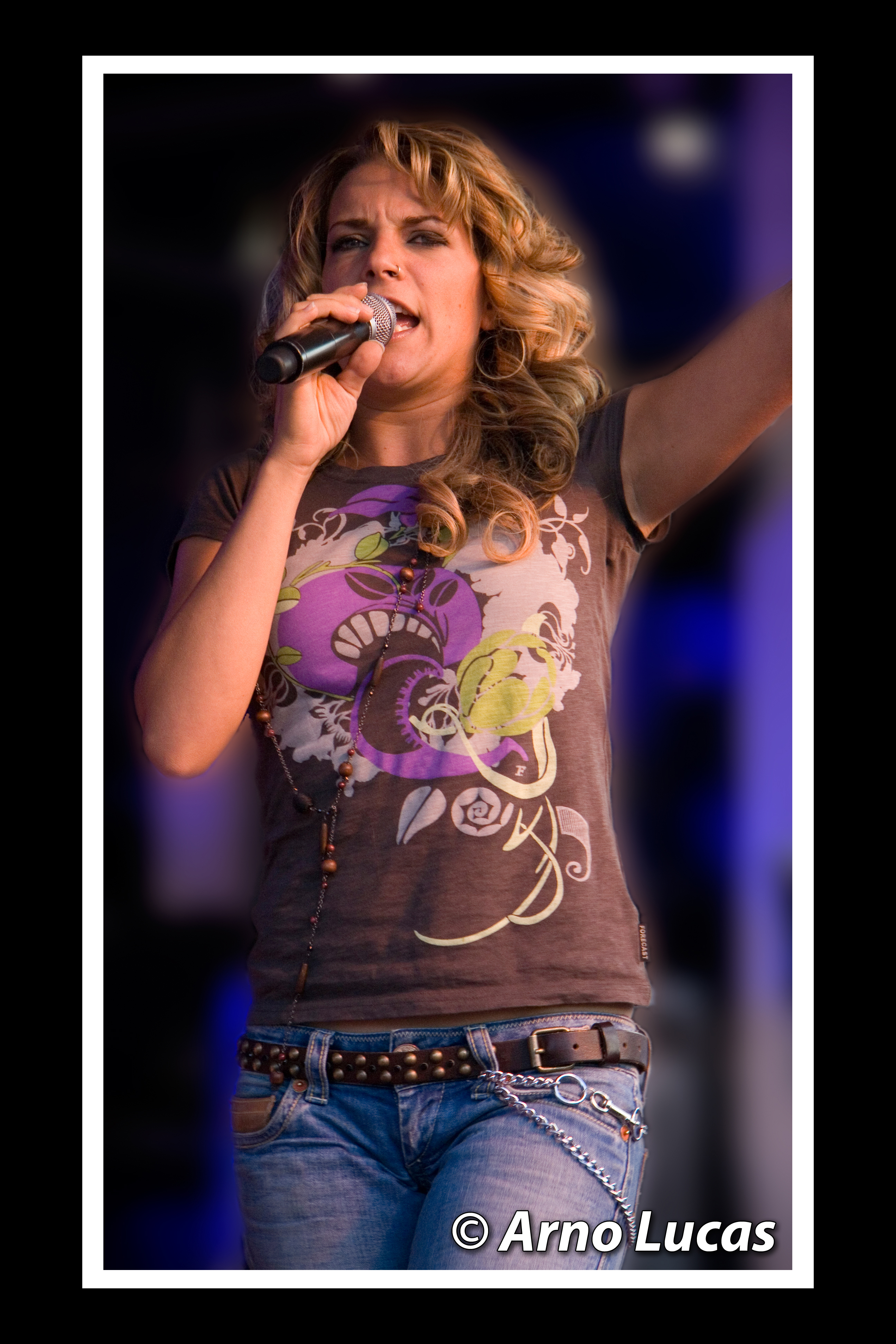
Nikki Kerkhof trad op tijdens het Slokdarmfestival in Veghel

In het radioprogramma van Giel Beelen zong Kerkhof Billie Jean van Michael Jackson samen met Jason Mraz, en de originele single van Pete Murray You Pick Me Up. Kerkhof nam voor Jetix het lied This Is Me van de film Camp Rock op. Op 24 november 2008 verscheen haar debuutalbum, Naked. De eerste single, Bring Me Down , kwam uit op 29 september 2008 en werd direct verkozen tot Radio 538 Alarmschijf en TMF Superclip. Het nummer bereikte de top vijf van de top 40. Als tweede single werd gekozen voor What did I do. Hoewel deze minder succes behaalde dan de voorgangers, haalde het nummer wel de top 40. Daarmee was ze de tweede Nederlandse Idols-winnaar na Boris die met meer dan twee nummers in de Top 40 kwam. In juni 2009 kwam haar vierde single getiteld How to Break a Heart uit. Dit nummer bleef steken in de tipparade.
Naast het feit dat Nikki regelmatig komt spelen bij grote radiostations als 3FM, Radio 538, Radio 2 en Q-Music, trad ze ook op in televisieprogramma's waaronder Top of Flop, Life & Cooking, RTL Boulevard en werd ze genomineerd voor o.a. de Edison Award voor Beste Nieuwkomer, TMF Borsato Award, TMF Award beste vrouw. Nikki won een 3FM Award voor Beste Nieuwkomer 2009. Nikki stond drie keer in de Amsterdam ArenA met De Toppers in Toppers in concert 2008.
Eind 2008 speelde Nikki voor Serious Request in Almere en deed ze een akoestische set in de vliegende studio van Q-music. Ook was ze met haar band te zien op verschillende festivals zoals het Bevrijdingsfestival Flevoland, het AJOC Festival, Neterpop, de Nijmeegse muziekvierdaagse, Nederweert Open Air, het Tech event en op het Museumplein tijdens Koninginnedag 2009.

### Let It Go
Na het grote succes van haar clubtournee in 2009, waar ze poppodia als Paradiso, Tivoli, de Helling en de Effenaar afging, heeft Nikki in het voorjaar van 2010 met haar band opgetreden op verschillende Nederlandse poppodia waaronder W2, WATT en Het Patronaat.
Eind januari 2010 kwam haar eerste single, Perfect Day, uit waarvan de video uit kwam op 29 maart.
Haar tweede album Let It Go kwam in mei 2010 uit; de tweede single werd Can't Stop Thinking About You.
1 oktober 2010: De verschijning van een bijzondere single Worth It, een duet met de Noorse zanger Aleksander With, die het nummer eerder uitbracht met Lene Marlin, waarmee hij in eigen land een nummer 1-hit scoorde. Nikki neemt nu de vrouwelijke vocals voor haar rekening.
Op 31 december 2010 vertrok Nikki voor een paar maanden naar Australië en Amerika om daar zelf, maar ook met bekende songwriters, nummers te schrijven voor haar derde album.

### Stemproblemen
In de periode rond het verschijnen van haar tweede album kreeg Nikki last van stemproblemen. Er werden poliepen op haar stembanden geconstateerd, die operatief verwijderd moesten worden. Het duurde vervolgens bijna vijf jaar voordat Nikki voldoende hersteld was om weer op te kunnen treden. In 2012 nam ze nog wel deel aan het programma De beste zangers van Nederland, maar daarna werd het stil rond haar persoon.
 
Tijdens de herstelperiode verhuisde Nikki naar Australië en begon ze een muziekcafé. In dit café begon ze voor het eerst weer voorzichtig met optreden. Naar aanleiding van die optredens besloot Nikki om haar zangcarrière nieuw leven in te blazen.

### The Voice of Holland
In 2016 nam Nikki als Nikki Nola deel aan het 7e seizoen van The Voice of Holland. Ze moest  het programma in de knock-outrondes verlaten.

## Prijzen en nominaties
| Jaar | Prijs              | Categorie        | Resultaat   |
| ---- | ------------------ | ---------------- | ----------- |
| 2009 | Edison Music Award | Beste Nieuwkomer | Genomineerd |
| 2009 | 3FM Award          | Beste Nieuwkomer | Gewonnen    |
| 2009 | 3FM Award          | Beste Zangeres   | Genomineerd |
| 2009 | TMF Award          | Beste Vrouw      | Genomineerd |
| 2009 | TMF Award          | Borsato Award    | Genomineerd |

## Discografie

### Albums
| Album met eventuele hitnotering(en) in de Nederlandse Album Top 100 | Datum van verschijnen | Datum van binnenkomst | Hoogste positie | Aantal weken | Opmerkingen |
| ------------------------------------------------------------------- | --------------------- | --------------------- | --------------- | ------------ | ----------- |
| Naked                                                               | 24-11-2008            | 29-11-2008            | 16              | 24           |             |
| Let It Go                                                           | 21-05-2010            | 05-2010               | 30              | 4            |             |

### Singles
| Single met eventuele hitnotering(en) in de Nederlandse Top 40 | Datum van verschijnen | Datum van binnenkomst | Hoogste positie | Aantal weken | Opmerkingen                              |
| ------------------------------------------------------------- | --------------------- | --------------------- | --------------- | ------------ | ---------------------------------------- |
| Hello world                                                   | 01-03-2008            | 15-03-2008            | 1(3wk)          | 7            | Nr. 1 in de Single Top 100               |
| Bring me down                                                 | 26-09-2008            | 11-10-2008            | 6               | 12           | Nr. 4 in de Single Top 100 / Alarmschijf |
| What did I do                                                 | 12-01-2009            | 28-02-2009            | 26              | 6            | Nr. 49 in de Single Top 100              |
| How To Break A Heart                                          | 22-06-2009            | 27-06-2009            | tip3            | -            |                                          |
| Perfect Day                                                   | 29-01-2010            | 30-01-2010            | tip5            | -            |                                          |
| Can't Stop Thinking About You                                 | 07-05-2010            | -                     | -               | -            |                                          |
| Worth It                                                      | 01-10-2010            | -                     | -               | -            | Duet met Aleksander With                 |